# 藤枝明誠中学校・高等学校
藤枝明誠中学校・高等学校（ふじえだめいせいちゅうがっこう・こうとうがっこう）は、静岡県藤枝市大洲二丁目にある私立中学校・高等学校。

## 特徴
普通科と英数科が設置されており、英数科からは東大京大や医学部など、有名大学に毎年多数の合格者を輩出している。
水準の高い文武両道を掲げており運動部では陸上競技、駅伝、サッカー、バスケットボール、バレーボール、野球が全国出場をしている強豪のほか、全国的にも珍しい中学校の硬式野球がある。また文化部では棋道部（将棋）や囲碁部といった部活動が全国大会で上位入賞の常連である。特にチアリーディング部は全国大会出場の常連校であり、世界大会での優勝経験もある。

## 校歌
作詞・小山一重
作曲・多賀須節
校歌は1番のみではあるが、その長さは2分50秒に及ぶ。なお、藤枝明誠の校歌は学校の公式ホームページで試聴できる。

## 沿革
- 1982年12月20日 - 藤枝明誠高等学校設置認可
- 1983年4月5日 - 藤枝明誠高等学校開校
- 1987年9月9日 - 創立5周年記念式典挙行
- 1992年
  - 4月1日 - 英数科設置
  - 10月2日 - 創立10周年記念式典挙行
- 1996年8月13日 - 南側生徒駐輪場完成
- 1999年4月1日 - 3学期制から2期制とする
- 2002年
  - 3月25日 - 藤枝明誠中学校設置計画承認
  - 10月22日 - 藤枝明誠高等学校開校20周年記念式典
- 2003年4月1日 - 藤枝明誠中学校開校
- 2010年4月5日 - グラウンドに人工芝敷設が完成
- 2012年 - 将棋部の活躍により第19回大山康晴賞を受賞。
- 2017年 - 硬式野球部が第99回全国高等学校野球選手権大会に初出場。[1]

## 部活動
- 陸上競技部長距離（駅伝競走）
  - 全国高等学校駅伝競走大会(1999,2000,2001,2003,2005,2006,2008,2009)
- 陸上競技部（短距離・中距離・投擲・跳躍競技）
- サッカー部
  - 全国高等学校サッカー選手権大会(2009)
- 野球部
  - 全国高等学校野球選手権大会（2017年〈第99回〉）
- バスケットボール部
  - 全国高等学校バスケットボール選抜優勝大会8回出場(2007,2008,2009,2013,2014,2019,2022,2023)
  - 全国高等学校総合体育大会男子バスケットボール部門13回出場(2006,2007,2008,2009,2010,2011,2012,2013,2014,2015,2018,2022,2023)
- 剣道部
- 空手部
- 棋道部
- 囲碁部
- テニス部
- バレー部
- 柔道部
- 吹奏楽部
- 茶華道部
- 国際交流クラブ（MICS）
- 美術部

### サッカー部
- 第88回全国高等学校サッカー選手権大会
  - 1回戦 藤枝明誠1-1(PK3-2)徳島商（徳島）
  - 2回戦 藤枝明誠4-1国見（長崎）
  - 3回戦 藤枝明誠1-0岐阜工（岐阜）
  - 準々決勝 藤枝明誠1-4関大一（大阪）

2009年、これまで上位に進出しては敗れて涙を呑んできた明誠ではあったが、県大会決勝へと進出し、大会注目選手であった風間宏希を擁する清水商を2-0で下し、第88回全国高等学校サッカー選手権大会への出場を決めた。静岡県からの初出場校は2005年の常葉橘以来で、藤枝市からは藤枝東、藤枝北に続く3校目の出場経験校である。
藤枝明誠は1回戦で今大会で大会最多の38回の出場を誇る古豪の徳島商（徳島）と対戦、この試合は幸先よく先制するも、徳島商が伝統の意地を見せ1-1の同点とされる。延長戦がないためにPK戦となり、3-2でPK戦を制した。2回戦では、長崎の強豪で優勝候補の国見（長崎）と対戦。試合前に田村監督はインタビューに答え「国見は高校サッカー界の横綱であり、明誠は新入幕みたいなもの」と発言。試合は前半20分までに3点をリードし国見を圧倒するも、後半に1点を返され、一時は国見にペースを握られるが、すぐさま突き放して4-1で国見を下した。続く3回戦の岐阜工（岐阜）戦は岐阜工の堅守に阻まれ、前半を無得点で折り返すが、後半立ち上がりの岐阜工の守備の乱れを突き、1点を先制。その後は岐阜工の猛攻に耐えて1-0で勝利した。準々決勝へと進出を果たすも、関大一（大阪）の運動量と高さに圧倒され、0-2とされる。前半終了間際に1点を返すが、後半は焦りからか守備が崩壊し、関大一伝統のカウンターに屈した。この大会では前後半の開始直後と、終了間際の得点が目立った。

### バスケットボール部
2005年9月に鹿島学園（茨城）から西塚建雄監督が就任するとわずか1ヶ月後の新人戦で県大会出場、2006年の夏には県内外から有望な選手が集まり1年生が主力ながら前年度地区予選敗退から県大会準優勝と飛躍しインターハイへの出場を決めた。
2007年2月に行われた新人戦では名門飛龍高校を下し初の県制覇をすると、続く東海大会では強豪愛知県勢を倒し初出場で初優勝の快挙を成し遂げる。12月には初めてJOMOウィンターカップに出場し全国大会初勝利を挙げるが3回戦で今大会優勝候補の並里成擁する福岡第一（福岡）とあたり、前半こそ接戦を繰り広げたが惜敗しベスト16に終わった。
2008年の埼玉インターハイでは3回戦で日本高校バスケ界を代表する強豪の能代工業（秋田）に敗れるもインターハイ初勝利を飾りベスト16の成績を残した。2008年12月に行われたJOMOウィンターカップでは2回戦で海部高校（徳島）相手に162-79の大差で勝利しこの試合で男子の歴代1試合最多得点と歴代最多得点差、両チーム最多合計得点を記録している（女子の1試合最多得点は2016年に桜花学園に破られるまで同じく西塚建雄監督が率いていた当時の昭和学院（千葉）の記録である）。またこの試合で当時2年生の藤井祐眞が79得点を記録して歴代1試合個人得点記録の1位になり、当時3年生の藤井佑亮が54得点で歴代1試合個人得点記録で3位になっている。この時に西塚建雄監督はインタビューで「歴代の記録の事は知らなかったが藤井(祐)には80得点を目指せと試合前に言った」と話している。
2009年のインターハイで2回戦に優勝候補の京北高校（東京）を破ると続く3回戦では名門福岡大学附属大濠高（福岡）に勝利し静岡県勢としてはおよそ60年ぶりとなる3位入賞を果たした。
2012年には当時まだ入学から1ヶ月の角野亮伍が15歳という史上最年少記録での全日本代表選手に選ばれている。
2013年度から元JOMOサンフラワーズ(現JX-ENEOSサンフラワーズ)監督であった三上監督へと指揮権が引き継がれ新たな体制で新チームがスタートしている。

## 著名な関係者
- 池田幸広（チューバ奏者、NHK交響楽団所属）
- 三輪テツヤ（ギタリスト、スピッツメンバー）
- 大石竜輔（タンバリン奏者）
- 豊田裕大（モデル、俳優）
- 上簗裕尚（お笑い芸人、 テンゲンメンバー）
- 西村隼平（あいのり）
- 石井伸幸（元プロ野球選手）
- 渡辺靖彬（元プロ野球選手）
- 小澤雄希（元サッカー選手）
- 杉本拓也（サッカー選手）
- 佐藤諒（サッカー選手）
- 遠野大弥（サッカー選手）
- 藤本一輝（サッカー選手）
- 丹羽一陽（サッカー選手）
- 藤原賢土（サッカー選手）
- 濱託巳（サッカー選手）
- 飯塚翔太（陸上短距離選手）- 200メートル競走3大会連続オリンピック出場、400メートルリレーの銀メダリスト
- 村井勇二（マラソン選手）
- 角野亮伍（バスケットボール選手）- 史上最年少全日本代表
- 藤井祐眞（バスケットボール選手）
- 鈴木友貴（バスケットボール選手）
- 成田正弘（バスケットボール選手）
- 菊地広人（バスケットボール選手）